# Бувља пијаца (албум)
Бувља пијаца је четврти студијски албум музичке групе Рибља чорба, издат 1982. године
Албум „Бувља пијаца“ је понудио софистициранији звук у односу на претходна издања, пошто су се у неким песмама појавили жичани и дувачки инструменти, као и елементи акустичног рока. Неколико песама су постале хитови, а могле би се поделити у две групе - на ироничне љубавне песме („Драга, не буди педер“, „У два ће чистачи однети ђубре“, „Добро јутро“) и политичке/сатиричне песме („Слушај сине, обриши слине“, „Како је лепо бити глуп“ инспирисане Ђорђевићевим служењем војног рока, „Правила, правила“, „Кад ти се на главу сруши читав свет“ и „Ја ратујем сам“).
Тираж од 250.000 продатих примерака је био значајан, али не и већи у односу на претходне албуме. Неке од песама су употребљене у филмовима „Тесна кожа“ и „Лаф у срцу“ Миће Милошевића.

## Списак песама
Све текстове је написао Бора Ђорђевић, осим текста за песму „Baby, Baby, I Don't Wanna Cry“, коју је Момчило Бајагић првобитно написао за Слађану Милошевић
1. Драга, не буди педер — 3:03
2. У два ће чистачи однети ђубре — 3:46
3. — 3:44
4. Слушај сине, обриши слине — 2:50
5. Кад ти се на главу сруши читав свет — 4:13
6. Ја ратујем сам — 2:35
7. Правила, правила — 6:10
8. Како је лепо бити глуп — 2:18
9. Нећу да живим у блоку 65 — 3:52
10. Добро јутро — 4:33

## Чланови групе
- Бора Ђорђевић — вокал
- Рајко Којић — гитара
- Момчило Бајагић — гитара
- Миша Алексић — бас-гитара
- Вицко Милатовић — бубњеви

### Гостујући музичари на албуму
- Корнелије Ковач — клавијатуре
- Мирослав Аранђеловић — кларинет